# Escolebitídeos
Escolebitídeos (Scolebythidae) são uma pequena família de vespinhas pertencente à superfamília Chrysidoidea. São muito raros de serem avistados, ou coletados, sendo que medem de 7 a 10 milímetros de comprimento. São de coloração escura, oscilando do marrom ao negro, apresentando formato de corpo levemente afilado em direção ao seu pequeno ferrão. A cabeça é sempre negra e arredondada, apresentando antenas com 13 segmentos. Asas posteriores quase desprovidas de venação, sem células fechadas. Ambos sexos das vespas apresentam asas, com o macho sendo menor do que as fêmeas.  
Estas vespas se desenvolvem como parasitóides sobre larvas de besouros das famílias Cerambycidae e Ptinidae. Em suma, as fêmeas de Scolebythidae localizam estas larvas de besouros brocando dentro da madeira, e escavam através da proteção de serralha usando as mandíbulas, até alcançarem a câmara das larvas. Após ferroar a larva, colocam vários ovos exteriormente às larvas. A vespinha fêmea alimenta-se de hemolinfa das larvas, mordiscando-lhes com as mandíbulas.
Estas vespas são conhecidas da África, Austrália, norte da China, Tailândia e ilhas Fiji, além da Região Neotropical. São conhecidos quatro gêneros, dos quais apenas dois são conhecidos do Neotrópico: Clystopsenella e Dominibytus (Pristapenesia).  No Brasil, está registrada a espécie Clystopsenella longiventris, a partir de florestas ao nível do mar.